# Dương quan
Dương quan hay đèo Dương (Tiếng Trung phồn thể: 陽關; Tiếng Trung giản thể: 阳关; nghĩa là: "Cổng Mặt trời"), là một con đèo đã được củng cố bởi Hán Vũ Đế, hoàng đế của Tây Hán. Nó nằm cách khoảng 70 km (43 dặm) về phía tây nam của Đôn Hoàng, thuộc Cam Túc. Nó được thành lập như là một tiền đồn bảo vệ biên giới, cũng là nơi phát triển kinh tế ở biên giới phía tây xa xôi của Trung Quốc; Hán Vũ Đế khuyến khích người Trung Quốc định cư ở đây. Ngày nay, Dương quan nằm ở làng Nam Hồ, dọc theo hành lang Cam Túc.
Dương quan là một trong hai ải trọng nhất của Trung Quốc ở phía Tây, cùng với Ngọc Môn. Tiếng Trung Quốc, dương có nghĩa là "mặt trời" và cũng có thể được sử dụng để có nghĩa là "phía nam" (phía nắng của một ngọn đồi là phía nam). Bởi vì Dương quan nằm ở phía nam của Ngọc Môn quan. Cùng với Ngọc Môn quan, Dương quan cũng là một địa điểm quan trọng trên con đường tơ lụa. 